# Gus-Schelesny

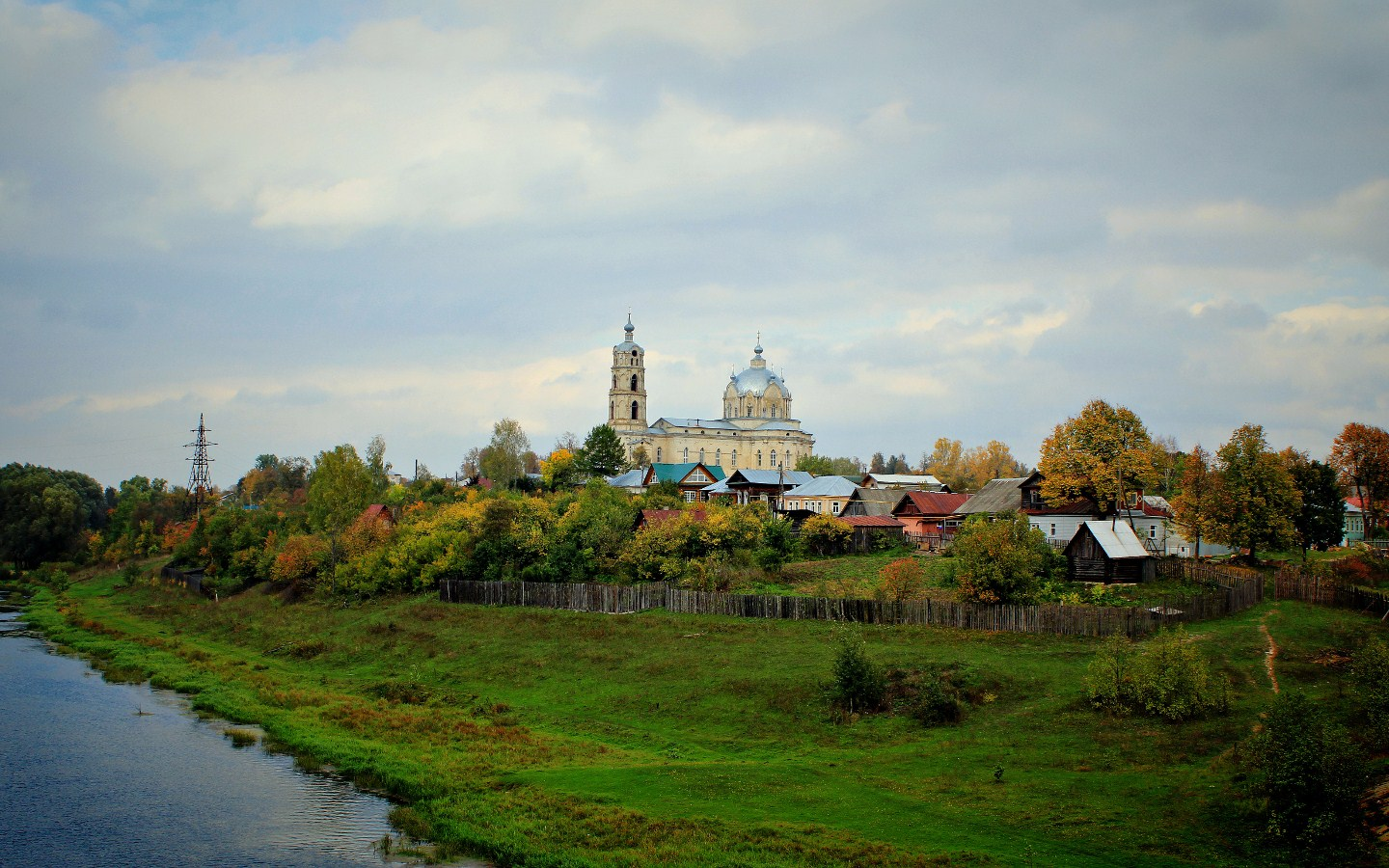
Blick auf die Ortschaft mit der Dreifaltigkeitskirche

Gus-Schelesny (russisch Гусь-Железный) ist eine Siedlung städtischen Typs im Bezirk Kassimowski in der Oblast Rjasan. Durch die Stadt fließt der kleine Fluss Gus, ein linker Nebenfluss der Oka.

## Geschichte
1758 kauften die Brüder Andrej und Iwan Bataschow, die Bergwerkbesitzer sowie Stahlfabrikanten waren, das Gebiet, um hier eine Stahlfabrik zu organisieren. Dieser Erzbezirk, mit der Fülle von Wald und Wasser in der Nähe des Flusses Oka, der als eine Verkehrsmagistrale benutzt werden konnte, bot große Vorteile für Bergwerkbau und Stahlindustrie. Das sich hier befindende Dorf Werputez (auch als Werkuzy erwähnt) wurde in Gus-Schelesny umbenannt (Scheleso bedeutet Eisen). Ab 1783 war Andrei Bataschow (1724–1799), der älteste Bruder, Besitzer von Gus-Schelesny. In den 1780er Jahren wurde für ihn ein großes Herrenhaus gebaut, in dem seine Nachkommen bis zur Oktoberrevolution lebten. 1766 wurde eine Johanneskirche aus Holz gebaut, die 1812 durch einen Brand zerstört wurde. 1802 begann die Errichtung einer bemerkenswerten Dreifaltigkeitskirche. Diese stellt eine Hauptsehenswürdigkeit von Gus-Schelesny dar.
Die Siedlung hat 1847 Einwohner (2017). In der Mitte des 19. Jahrhunderts war die Bevölkerung dreimal größer.

## Söhne und Töchter des Orts
- Jekaterina Rjabowa (1921–1974), Navigatorin, Physikerin und Hochschullehrerin